# Annette Skotvoll
Annette Skotvoll (ur. 1 września 1968 w Trondheim) – była norweska piłkarka ręczna, wielokrotna reprezentantka kraju. Dwukrotna wicemistrzyni olimpijska (1988 i 1992).